# Victor Léon

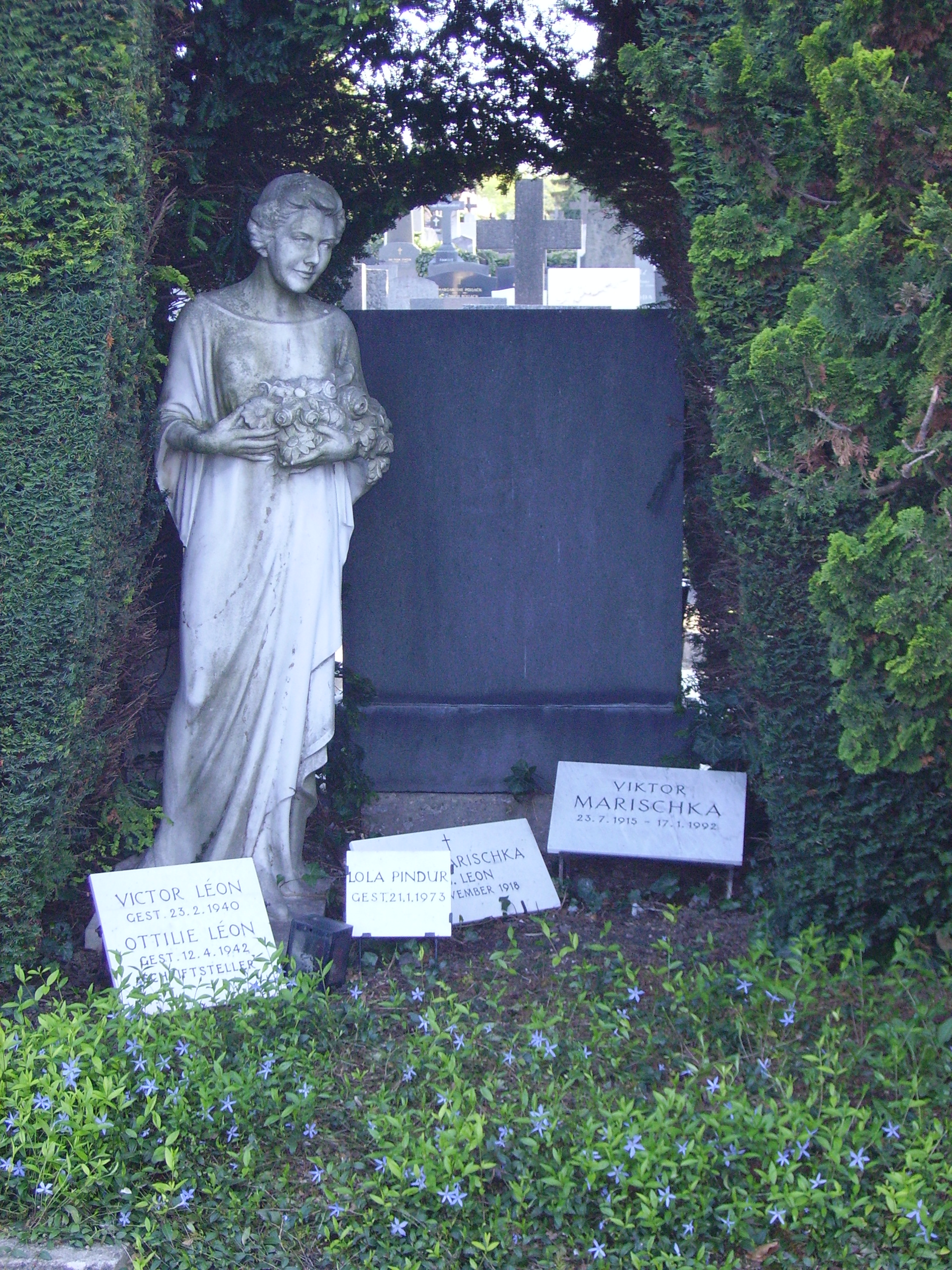
Grobowiec na wiedeńskim Hietzinger Friedhof

Victor Léon, właśc. Victor Hirschfeld (ur. 4 stycznia 1858 w Senicy, zm. 3 lutego 1940 w Wiedniu) – austriacki librecista pochodzenia żydowskiego. Wspólnie z Leo Steinem autor libretta Wesołej wdówki.

## Życiorys
Urodził się jako Victor Hirschfeld w 1858 roku w Szenitz (Senica) niedaleko Pozsony (Bratysława), wtedy w północnych Węgrzech. Studiował filozofię na uniwersytetach w Augsburgu i Wiedniu. Początkowo pracował jako dziennikarz i pisywał dla teatrów pod pseudonimem „Victor Léon”. Po 1880 roku rozpoczął współpracę z kompozytorami Maxem von Weinzierlem, Rudolfem Raimannem i Alfredem Zamarą dostarczając im libretta jednoaktówek, jednak bez powodzenia. W 1887 roku napisał libretto Simplycjusza (Simplicius) dla Johanna Straussa. Utwór nie odniósł sukcesu.
Przełomem okazało się napisane w 1898 roku wspólnie z Heinrichem von Waldbergiem dla Richarda Heubergera libretto Balu w operze (Der Opernball). Jednocześnie Léon zajął się aranżacją dawnych utworów Johanna Straussa do napisanego wspólnie z Leo Steinem libretta Wiedeńskiej krwi, w przyszłości jednej z najpopularniejszych operetek Straussa.
W 1902 roku, dzięki córce Lizzy, która zachwycała się słyszanym na ślizgawce marszem Lehára, zainteresował się młodym kompozytorem i napisał dla niego libretto Druciarz. Operetka okazała się sukcesem i w niedalekiej przyszłości miała zaowocować współpracą nad Wesołą wdówką (1905) najsłynniejszą operetką Lehára i jednocześnie największym sukcesem Léona-librecisty. W późniejszych latach z inspiracji swej córki Lizzy, już po jej śmierci napisał libretto na temat miłości chińskiego dyplomaty do wiedeńskiej arystokratki Żółty kaftan. Operetka wystawiona w 1923 roku nie odniosła sukcesu. Libretto stało się jednak podstawą ostatniego operetkowego sukcesu Lehára Krainy uśmiechu.

### Libretta
- Der Doppelgänger, 1886 (muzyka: Alfred Zamara)
- Simplizius (Simplycjusz), 1887 (muzyka: Johann Strauss (syn))
- Der Strike der Schmiede, 1897 (muzyka: Max Josef Beer)
- Der Opernball (Bal w operze), 1898 (muzyka: Richard Heuberger)
- Wiener Blut (Wiedeńska krew), 1899 (muzyka: Johann Strauss (syn))
- Der Rastelbinder (Druciarz), 1902 (muzyka: Franz Lehár)
- Die Schönen von Fogaras, 1903 (muzyka: Alfred Grünfeld)
- Barfüßele, 1904, (muzyka: Richard Heuberger)
- Die lustige Witwe (Wesoła wdówka), 1905 (muzyka: Franz Lehár)
- Der fidele Bauer (Wesoły chłop), 1907 (muzyka: Leo Fall)
- Die geschiedene Frau (Rozwódka), 1908 (muzyka: Leo Fall)
- Gold gab ich für Eisen, 1914 (muzyka: Imre Kálmán)
- Wiener Volkssänger, 1919 (muzyka: Robert Mahler)
- Die gelbe Jacke (Żółty kaftan), 1923 (muzyka: Franz Lehár)